# Condado de Pike (Kentucky)
O Condado de Pike é um dos 120 condados do estado americano de Kentucky. A sede do condado é Pikeville, e sua maior cidade é Pikeville. O condado possui uma área de 2 043 km² (dos quais 3 km² estão cobertos por água), uma população de 68 736 habitantes, e uma densidade populacional de 34 hab/km² (segundo o censo nacional de 2000). O condado foi fundado em 1822. O condado é o maior em extensão territorial do Kentucky.